# Amphilina
Amphilina är ett släkte av plattmaskar. Amphilina ingår i familjen Amphilinidae.
Amphilina är enda släktet i familjen Amphilinidae.
Kladogram enligt Catalogue of Life:
| Amphilina | \| \| Amphilina foliacea \| \| \| \| \| \| Amphilina japonica \| \| \| \| |
|           | \| \| Amphilina foliacea \| \| \| \| \| \| Amphilina japonica \| \| \| \| |
|           | Amphilina foliacea                                                        |
|           |                                                                           |
|           | Amphilina japonica                                                        |
|           |                                                                           |